# Xanthia rutilago
Xanthia rutilago là một loài bướm đêm trong họ Noctuidae.